# The Stoned Immaculate
The Stoned Immaculate è il sesto album del rapper statunitense Curren$y, pubblicato nel 2012 dalla Warner Bros. Records e dalla Jet Life.
| Recensione | Giudizio |
| ---------- | -------- |
| AllMusic   | [ 1 ]    |

## Tracce
1. What It Look Like (featuring Wale) – 4:08 (musica: Bink!)
2. Privacy Glass – 3:40 (musica: Rashad for Elev8tor Music)
3. Armoire (featuring Young Roddy & Trademark Da Skydiver) – 3:53 (musica: Monsta Beatz)
4. Take You There (featuring Marsha Ambrosius) – 3:23 (musica: J.U.S.T.I.C.E. League)
5. Showroom – 4:08 (musica: Cardo (accreditato non correttamente come The Futuristiks))
6. Capitol (featuring 2 Chainz) – 5:05 (musica: The Innovators)
7. No Squares (featuring Wiz Khalifa) – 5:14 (musica: The Futuristiks)
8. Sunroof (featuring Corner Boy P) – 4:34 (musica: Monsta Beatz)
9. Chasin' Paper (featuring Pharrell) – 3:45 (musica: The Neptunes)
10. That's The Thing (featuring Estelle) – 4:02 (musica: J.U.S.T.I.C.E. League)
11. Chandelier – 5:07 (musica: Tone P)
12. Fast Cars Faster Women (featuring Daz Dillinger) – 3:45 (musica: Daz Dillinger)
13. Jet Life (featuring Big K.R.I.T. & Wiz Khalifa) – 4:24 (musica: Big K.R.I.T.)

Tracce bonus
1. Audio Dope III (Digital Bonus Track) – 2:43 (musica: Sean C & LV (Grind Music))
2. One More Time (Digital Bonus Track) – 4:03 (musica: The Innovatorz)
3. J.L.R. (featuring Young Roddy & Smoke DZA) (Digital Bonus Track) – 4:39 (musica: The Youngstarz)
4. Lost In The Bossness (featuring Trademark Da Skydiver & Young Roddy) (Cricket/Spotify Bonus Track) – 4:42 (musica: Rahki, Butcher Brown)
5. Off Dat (Spotify Bonus Track) – 4:08 (musica: Rashad for Elev8tor Music)
6. Legal Crack (featuring Fiend) (Warner Bros. Website Bonus Track) – 4:41 (musica: Daz Dillinger)

## Classifiche

### Classifiche settimanali
| Classifica (2012)         | Posizione massima |
| ------------------------- | ----------------- |
| Stati Uniti               | 8                 |
| US Digital Albums         | 5                 |
| US Tastemaker Albums      | 12                |
| US Top Rap Albums         | 2                 |
| US Top R&B/Hip-Hop Albums | 2                 |

### Classifiche di fine anno
| Classifica (2012)         | Posizione raggiunta |
| ------------------------- | ------------------- |
| US Top R&B/Hip-Hop Albums | 71                  |